# 宇都宮つみれ
宇都宮 つみれ（うつのみや つみれ）は、日本のイラストレーター。

## 来歴
まどそふとのワガママハイスペックのグラフィッカーとしてデビューした。2018年9月にはライトノベルである『誰が喚んだの!? 〜異世界とゲーム作りとリクルート召喚〜』の挿絵も手掛けた。

## 作品

### 挿絵・イラスト
- 『誰が喚んだの!? 〜異世界とゲーム作りとリクルート召喚〜』（著：木緒なち&KOMEGAMES、KADOKAWA・ファミ通文庫、既刊1巻）

1. 『誰が喚んだの!? 〜異世界とゲーム作りとリクルート召喚〜』2018年9月29日 ISBN 9784047351028

### キャラクターデザイン
- ワガママハイスペック
- ハミダシクリエイティブ[2]